# 1961 en arts plastiques
| Années des arts plastiques : 1958 - 1959 - 1960 - 1961 - 1962 - 1963 - 1964    |
| Décennies des arts plastiques : 1930 - 1940 - 1950 - 1960 - 1970 - 1980 - 1990 |

Cette page concerne l'année 1961 en arts plastiques.

## Événements
- 6 juillet : Inauguration du Musée d'art moderne de la ville de Paris.

## Naissances
- 25 mars : François Jaques, artiste plasticien suisse.
- 9 mai : Ndary Lô, sculpteur-plasticien sénégalais († 8 juin 2017),
- 18 juin : Hiroshi Ōnishi, peintre et professeur d'université japonais († 31 mars 2011),
- 4 juillet : Éric Dubuc, peintre français († 10 septembre 1986),
- 12 juillet : Fabrice Hybert, peintre français,
- 14 octobre : Alexander Rojtburd, artiste et peintre soviétique puis ukrainien († 8 août 2021),
- 9 novembre : Marie Amalia, peintre française,
- 20 décembre : Vik Muniz, peintre brésilien,
- ? :
  - Bome, sculpteur japonais,
  - Lynne Yamamoto, artiste américaine.
  - Quach Dong Phuong, peintre de compositions à personnages vietnamien

## Décès
- 4 janvier :
  - Camillo Innocenti, peintre italien (° 14 juin 1871),
  - Georges Tournon, peintre français (° 26 septembre 1895),
- 10 janvier : Marius de Zayas, peintre, artiste graphique, caricaturiste, écrivain et galeriste mexicain (° 13 mars 1880),
- 12 janvier : Camille Barthélemy, peintre et graveur belge (° 28 novembre 1890),
- 15 janvier : Andrzej Pronaszko, peintre, scénographe et pédagogue polonais (° 31 décembre 1888),
- 16 janvier : Theodore van Elsen, peintre, graveur et illustrateur français (° 25 septembre 1896),
- 18 janvier : Léon Bellemont, peintre de marines français (° 20 août 1866),
- 20 janvier : Georges Manzana-Pissarro, peintre et graveur français (° 22 novembre 1871),
- 25 janvier : Nadejda Oudaltsova, peintre et dessinatrice russe puis soviétique (° 10 janvier 1886),
- 1er février : István Csók, peintre hongrois (° 13 février 1865),
- 4 février : Jean Arnavielle, peintre et graveur français (° 21 novembre 1881),
- 6 février : Georges Aubert, peintre et sculpteur suisse (° 30 avril 1886),
- 10 février : Gabriel Moiselet, peintre et affichiste français (° 5 novembre 1885),
- 2 mars : Jean Oberlé, peintre et illustrateur français (° 12 janvier 1900),
- 7 mars : Paul Loubradou, peintre et homme politique français (° 8 octobre 1883),
- 20 mars : Jean-Jacques Haffner, aquarelliste, professeur d'architecture et architecte français (° 17 juin 1885),
- 27 mars : Paul Landowski, sculpteur français d'origine polonaise (° 4 juin 1875),
- 5 avril : Zyg Brunner, peintre, dessinateur et caricaturiste polonais (° 12 septembre 1878),
- 7 avril : Vanessa Bell, peintre et architecte d'intérieur britannique (° 30 mai 1879),
- 10 avril : Henry Sené, peintre français (° 10 juin 1889),
- 14 avril : Maurice Lalau, illustrateur, dessinateur et peintre français (° 27 juillet 1881),
- 24 avril : Paul Iské, peintre français (° 28 juillet 1877),
- 4 mai : Karol Šovánka, peintre et sculpteur austro-hongrois puis tchécoslovaque (° 7 mars 1893),
- 1er juin : Prosper de Troyer, peintre belge (° 25 décembre 1880),
- 2 juin : Pierre Brette, peintre français (° 23 février 1905),
- 10 juin : Katerina Bilokour, peintre russe puis soviétique (° 7 décembre 1900),
- 13 juin : Vytautas Kairiūkštis, peintre lituanien (° 14 novembre 1890),
- 23 juin : Oscar Eichacker, sculpteur, peintre et graveur français, professeur aux Beaux-Arts de Marseille (° 21 janvier 1881),
- 27 juin : Pierre-Paul Montagnac, peintre et architecte décorateur français (° 9 mai 1883),
- 6 juillet : Cuno Amiet, peintre suisse (° 28 mars 1868),
- 10 juillet : Kathleen Shackleton, peintre et portraitiste irlandaise (° 5 février 1884),
- 26 juillet : Latino Barilli, peintre italien (° 1883),
- 10 août : Paul-André Eschbach, peintre français (° 6 avril 1881),
- 13 août :  Mario Sironi, peintre italien (° 12 mai 1885),
- 20 août : Georges-Frédéric Rötig, peintre et illustrateur français (° 1er octobre 1873),
- 28 août : Gustave Lino, peintre français (° 27 octobre 1893),
- 5 septembre : Auguste Goichon, peintre et illustrateur français (° 19 avril 1890),
- 12 septembre : Jeanne Pelisson-Mallet, peintre française (° 18 novembre 1873),
- 13 octobre :
  - Marcel Gimond, sculpteur français (° 27 avril 1894),
  - František Matoušek, peintre austro-hongrois puis tchécoslovaque (° 12 mai 1901),
- 17 octobre : Lucienne Capdevielle, peintre et pastelliste française (° 1er janvier 1885),
- 21 octobre : Théodore Louis Boulard, peintre et musicien français (° 19 juillet 1887),
- 23 octobre : Jeanne Bergson, dessinatrice, peintre et sculptrice française (° 16 mars 1893),
- 31 octobre : Marcel Vertès, peintre, graveur, illustrateur et costumier/décorateur de cinéma français d'origine hongroise (° 10 août 1895),
- 12 novembre : René Demeurisse, peintre français (° 26 août 1895),
- 28 novembre : Eugène Thiery, peintre français (° 18 août 1875),
- 4 décembre : Bernard Réquichot, peintre, graphiste, dessinateur, collagiste et écrivain français (° 1er octobre 1929),
- 9 décembre : Kosta Hakman, peintre serbe puis yougoslave (° 22 mai 1899),
- 12 décembre : Geo Verbanck, sculpteur belge (° 28 février 1881),
- 16 décembre : Kunitarō Suda, peintre japonais (° 6 juin 1891),
- 17 décembre : Raymond Desvarreux-Larpenteur, peintre français (° 16 juin 1876),
- 25 décembre : Alexandre Blanchet, peintre et sculpteur suisse (° 23 avril 1882),
- 26 décembre : Otto Baumberger, affichiste, peintre et scénographe suisse (° 21 mai 1889),
- 31 décembre : René Prath, peintre et caricaturiste français (° 18 octobre 1881),
- ? :
  - Fernand Andrey-Prévost, peintre paysagiste français (° 1890),
  - Charles-Pierre Bernard, peintre français (° 1882),
  - Armand Brugnaud, peintre français (° 1899),
  - Julien Duvocelle, peintre français (° 1873),
  - Marthe Galard, peintre française (° 1884),
  - Cesare Maggi, peintre italien (° 1881).